# Grant Kirkhope
Grant Kirkhope (10 juillet 1962 à Édimbourg) est un musicien britannique. Il est principalement connu pour son travail sur les jeux vidéo du studio Rare, notamment Perfect Dark et Banjo-Kazooie sur Nintendo 64. Il annonce le 14 juillet 2008 son départ de Rare, après presque 13 ans à son service.

## Biographie
Il est né le 10 juillet 1962 à Édimbourg, en Écosse. Peu après que sa famille emménagea en Angleterre, il fut inscrit dans des écoles renommées comme le Royal Northern College of Music, et fut membre de plusieurs groupes (Zoot and the Roots, Little Angels) avant de rejoindre Rare en octobre 1995.
Robin Beanland, qui l'avait rencontré lors de ses tournées, le contacta comme instrumentaliste sur Killer Instinct Gold, puis a participé comme compositeur sur GoldenEye 007. Son premier projet solo fut Project Dream, qui se changea en Banjo-Kazooie pendant le développement. Kirkhope fit ses adieux à Rare après la sortie de Banjo-Kazooie: Nuts and Bolts en 2008.
Comme indépendant, il put travailler sur des projets comme Kingdom of Amalur: Reckoning, Civilization: Beyond Earth ou Dropzone ; et des remasterisations ou successeurs spirituels de jeux retro (Castle of Illusion Starring Mickey, Yaiba: Ninja Gaiden Z, Yooka-Laylee, ...).
Pour le compte de Nintendo, son premier job fut la compression sonore du travail de son collègue David Wise pour Donkey Kong Land 2, avant d'œuvrer sur Donkey Kong 64 comme compositeur principal. Il fait son entrée à proprement parler dans la franchise Mario avec le cross-over d'Ubisoft, Mario + The Lapins Crétins Kingdom Battle.
Outre ses talents de compositeur, comme d'autres membres de Rare, il officiait également comme doubleur, ayant produit notamment la voix de Donkey Kong pour Donkey Kong 64, avant que le flambeau ne revienne à Takashi Nagasako. Ce travail fut utilisé dans Mario Golf: Toadstool Tour, Mario Kart: Double Dash!! et la mini-série Mario Vs. Donkey Kong, ainsi que les portages Game Boy Advance des jeux Donkey Kong Country.
En 2019, Kirkhope compose une nouvelle version de sa musique de la Montagne Perchée de Banjo-Kazooie pour Super Smash Bros. Ultimate. Celle-ci a été faite à la demande de Masahiro Sakurai, qui souhaitait garder le style musical du jeu original. Cela fait de lui le seul, avec Toby Fox, compositeur non-japonais ayant fait un arrangement pour la série Super Smash Bros.

## Contributions
- World of Warcraft: Shadowlands (2020)
- Super Smash Bros. Ultimate - DLC Banjo-Kazooie (2019)
- Yooka-Laylee and the Impossible Lair (2019)
- The King's Daughter (2022) de Sean McNamara
- A Hat in Time (2017)
- Mario + The Lapins Crétins Kingdom Battle (29 août 2017)
- Yooka-Laylee (Mars 2017)
- Civilization: Beyond Earth (2014)
- Yaiba: Ninja Gaiden Z (2013)
- Castle of Illusion Starring Mickey Mouse (2013)
- Kingdoms of Amalur: Reckoning (2012)
- Banjo-Kazooie: Nuts and Bolts (2008)
- Viva Piñata (2006)
- Conker: Live and Reloaded (2005)
- Donkey Kong Country 2 (2004)
- Donkey Kong Country (2003)
- Grabbed by the Ghoulies (2003)
- Star Fox Adventures (2002)
- Banjo-Tooie (2000)
- Perfect Dark (2000)
- Donkey Kong 64 (1999)
- Banjo-Kazooie (1998)
- Blast Corps (1997)
- GoldenEye 007 (1997)
- Donkey Kong Land 2 (1996)